# Sudeste (Haiti)
Sudeste (em francês: Sud-Est; em crioulo haitiano: Sidès) é um departamento do Haiti. Sua capital é a cidade de Jacmel. Possui 2 034 quilômetros quadrados e segundo censo de 2009, havia 575 293 habitantes.